# Végétarisme dans le judaïsme

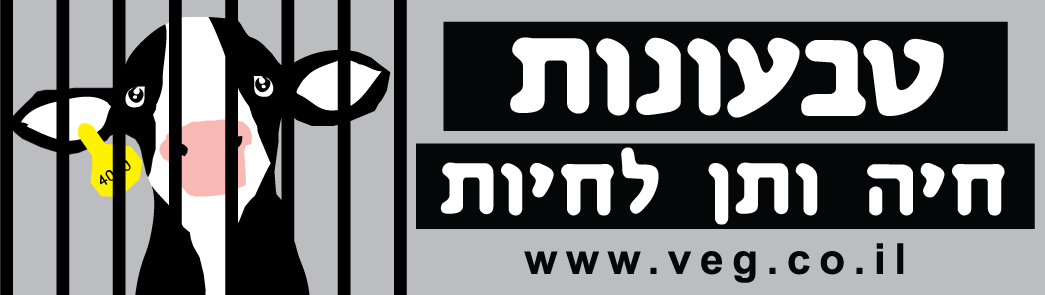
Autocolant végétalien israélien : « Laissez-les vivre »

Les Juifs peuvent être végétariens ou végétaliens. Les végétariens juifs citent souvent les principes religieux du moussar concernant le bien-être animal, l'éthique environnementale, le caractère moral et la santé comme raisons d'adopter un régime végétarien ou végétalien.

## Avant l'époque contemporaine
Le judaïsme traditionnel n'a pas le végétarisme pour valeur, bien que les lois de la cacherout limitent la consommation de produits animaux à certains animaux, et que l’abattage soit réglementé (shechita). Selon les rabbins Shlomo Ephraim Luntschitz et Abraham Isaac Kook, la complexité de ces lois vise à décourager la consommation de viande. La cacherout peut également être conçue pour décourager de tuer des êtres vivants.

Dans le judaïsme antique, il existe des exemples d'idéal végétarien. D'après la Genèse, 1:29 :  
« Et Dieu dit : Voici, je vous ai donné toute herbe produisant des graines qui est sur la surface de toute la terre, et tout arbre qui a des fruits qui donnent des graines - pour vous cela sera nourriture ». 
Plusieurs personnes l'interprètent comme un idéal végétarien : toutes les créatures ne consomment que des végétaux, y compris Adam et Ève. Selon certaines interprétations, Dieu conçut initialement une humanité végétarienne. La permission de consommer de la viande date de l'alliance avec Noé (Genèse 9: 1-17), c'est une concession temporelle due à la faiblesse humaine. C'est notamment l'interprétation fondée sur les Rishonim.
Certains auteurs affirment que le prophète juif Ésaïe était végétarien, d'après des passages du livre d'Ésaïe qui prônent la non-violence et le respect de la vie, comme Isaïe 1:11, 11:6–9, 65:25 et 66:3. Certains d'entre eux se réfèrent à « l'Isaïe végétarien », « le célèbre végétarien Isaïe » et « Isaïe, le prophète végétarien ». Cependant, les critiques de ce point de vue soutiennent qu'aucun des versets bibliques en question ne se réfère à un régime humain : soit ils condamnent certains sacrifices d'animaux, soit ils prophétisent que les animaux carnivores deviendront herbivores à la fin des temps.
Selon « Daniel 1:8-16 HE », les jeunes juifs pieux Daniel, Shadrach, Meshach et Abednego refusent de manger ou de boire du vin servi dans le palais de Nabuchodonosor. À la demande de Daniel, les quatre garçons sont soumis à un test : pendant dix jours, ils ne sont nourris que de légumes et d'eau. À la fin des dix jours, les quatre garçons sont en meilleure santé que ceux qui mangent la nourriture du roi. Cependant, le choix de ces jeunes s'explique par la recherche de la cacherout, et non par une démarche végétalienne,.
Selon le rabbin amoréen Yehuda ben Yezekiel : « Le premier Adam (homme) n'avait pas le droit de manger de la viande, comme il est écrit : " Vous aurez de la nourriture pour vous et pour tous les animaux de la terre " (Gén. 1:29 ) - et aucun animal de la terre n'était consommable Mais quand les fils de Noé arrivèrent, il leur fut permis, comme il est dit : Je vous ai tout donné comme de l'herbe verte » (Gén. 9:3 ). À ce moment, seule la consommation d'un organe d'un animal vivant reste interdite (jusqu'à nos jours).
Certaines sectes juives antiques, comme les Karaïtes, considèrent interdite la consommation de viande tant que Sion est en ruine et Israël en exil.
Au Moyen Âge, des spécialistes du judaïsme, comme Joseph Albo et Isaac Arama, considèrent le végétarisme comme un idéal moral. Cependant, ils sont plus intéressés par la moralité humaine (notamment la mauvaise influence que pourrait avoir la viande sur le caractère) que par le bien-être animal. Rabbeinu Asher ben Meshullam n'aurait jamais goûté de viande.

## Époque contemporaine

### Promoteurs juifs contemporains du végétarisme

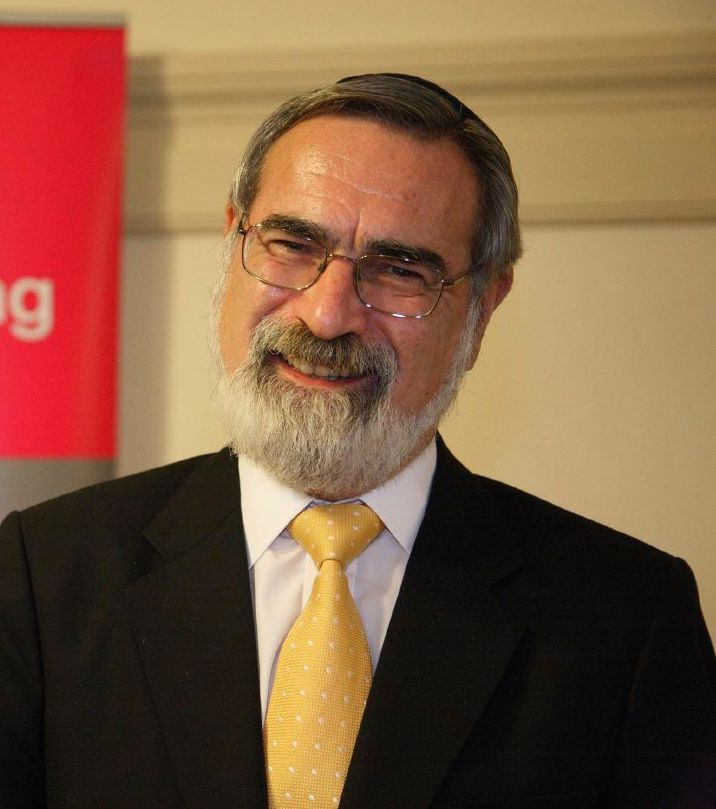
Le rabbin Jonathan Sacks.

Bien que les Juifs contemporains ne soient pas végétariens en majorité, plusieurs rabbins promeuvent le végétarisme ou le véganisme. En 2017, une déclaration de Jewish Veg encourageant le véganisme pour tous les Juifs est signée par des rabbins, comme Jonathan Wittenberg, Daniel Sperber, David Wolpe, Nathan Lopes Cardozo, Kerry Olitzky, Shmuly Yanklowitz, Aryeh Cohen, Geoffroy Claussen, Rami M. Shapiro, David Rosen, Raysh Weiss, Elyse Goldstein, Shefa Gold et Yonassan Gershom. Parmi d'autres rabbins végétariens ou ayant fait l'éloge du végétarisme, on compte David Cohen (en) (connu sous le nom de "Ha-Nazir"), Shlomo Goren, Irving Greenberg, Jeremy Gimpel, Asa Keisar, Jonathan Sacks, She'ar Yashuv Cohen, Yitzhak HaLevi Herzog, Everett Gendler, Simchah Roth, Joseph Soloveitchik, et Abraham Isaac Kook (pas complètement végétarien cependant). David Cohen écrit un essai influent, Vision du végétarisme et de la paix (initialement publié en plusieurs fois en 1903 et 1904) résumant les idées d'Abraham Isaac Kook sur «l'avènement de la nouvelle société» dans laquelle l'humanité devient végétalienne,.
Parmi les autres végétariens juifs célèbres figurent Shmuel Yosef Agnon, Isaac Bashevis Singer, Reuven Rivlin, Franz Kafka, Richard H. Schwartz, Jonathan Safran Foer, Aaron S. Gross, Ori Shavit, Roberta Kalechofsky et Natalie Portman.

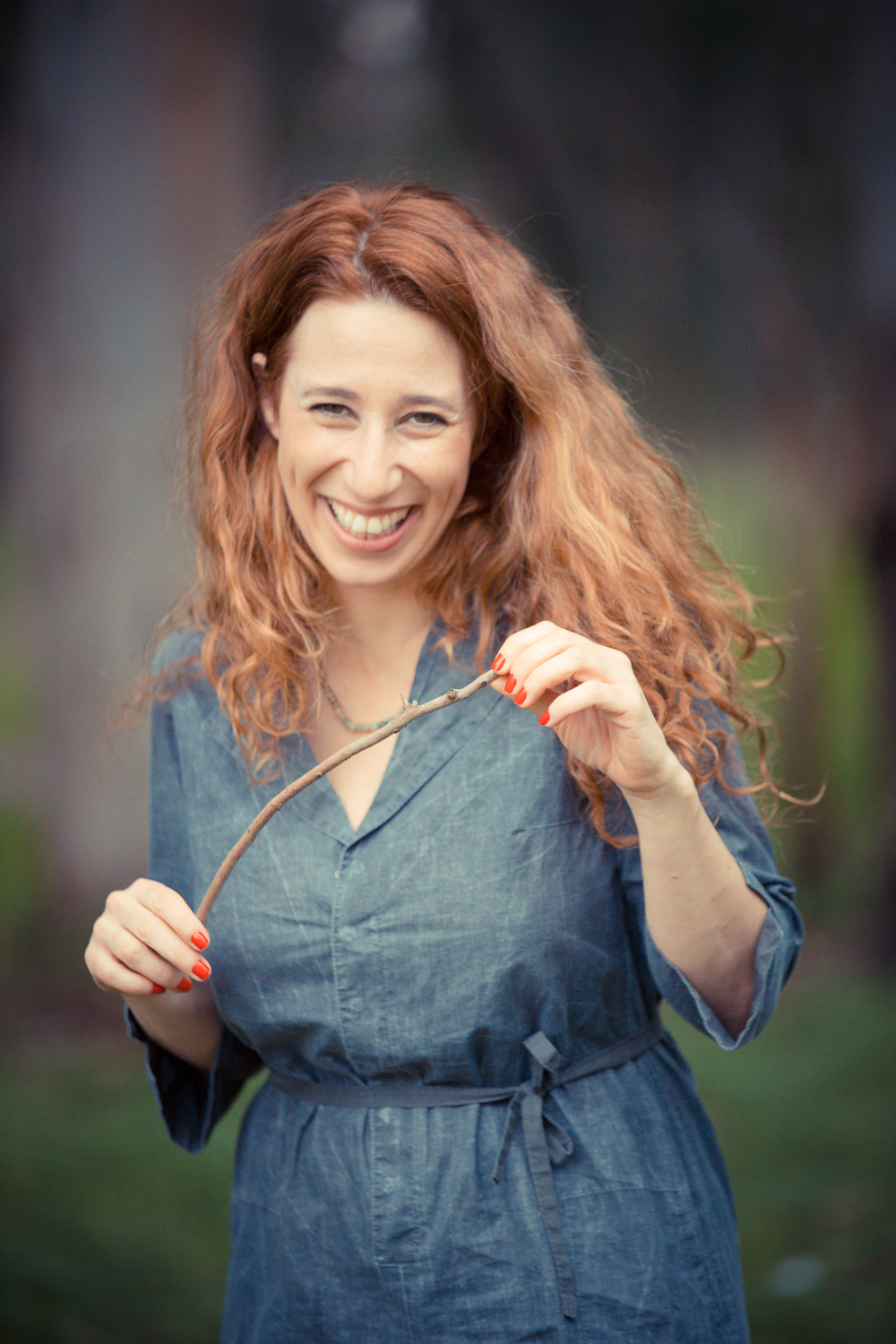
Ori Shavit.

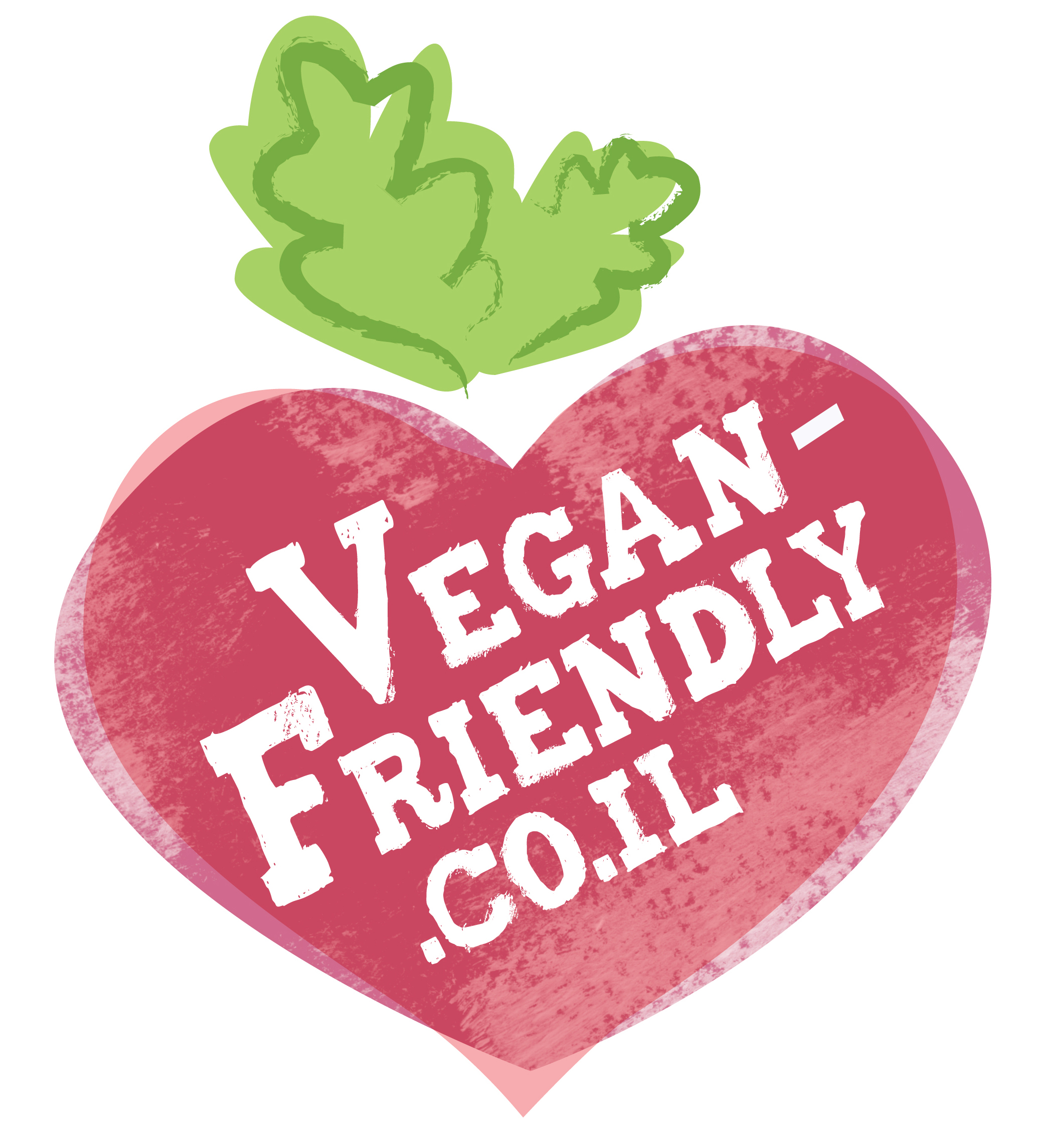
Logotype de "Vegan Friendly" dont le siège se situe à Tel Aviv

Le premier livre de cuisine juive et végétarienne est compilé par Fania Lewando et publié pour la première fois en 1938 à Vilnius,:31-34,.
Un certain nombre de groupes promeuvent le végétarisme juif :
- Jewish Veg[26] est fondée par Jonathan Wolf sous le nom de Végétariens Juifs d'Amérique du Nord en 1975 pour promouvoir le végétarisme juif[27]. Son nom de Jewish Veg date de 2015. L'organisation réalise un film en 2007, A Sacred Duty (un devoir sacré), et parraine des tournées de conférences universitaires par des personnalités comme Ori Shavit.
- SHAMAYIM[28] : association juive de défense des animaux, fondée et dirigée par le rabbin Dr Shmuly Yanklowitz promeut un régime végétalien dans la communauté juive à travers le militantisme pour le bien-être des animaux, le végétalisme casher et la spiritualité juive[29]. Avant 2019, il était connu sous le nom d'institut Shamayim V'Aretz.
- La Jewish Vegetarian Society (JVS)[30] est cofondée (brièvement sous le nom de Jewish Vegetarian and Natural Health Society, avant qu'il ne soit abrégé) par Vivien et Philip Pick dans les années 1960 dans le but de promouvoir une société plus juste, qui ne tue pas d'animaux pour se nourrir[31]. Philip Pick est le premier président de l'organisation, Maurice Norman Lester le premier vice-président et sa femme Carole Lester sa première secrétaire.
- Amirim, un moshav (village) végétarien israélien, est fondé en 1958. Ses fondateurs sont motivés par le bien-être animal, l'amour des animaux et des raisons de santé. Plusieurs familles y vivent, religieuses ou non[32].
- L'organisation de protection des animaux «Concern for Helping Animals in Israel » (CHAI - « cadeau » en hébreu) promeut le végétarisme juif[33] ; Le projet de construction de CHAI est un centre éducation humanitaire d'Isaac Bashevis Singer[34].
- Behemla est une organisation haredi qui milite contre la cruauté envers les animaux et promeut le véganisme[35],[36].
- Animal Now est une organisation israélienne de défense des animaux qui promeut le végétarisme juif sur son site Web[37] et est décrite comme une organisation végétarienne juive[38]. Le groupe était connu sous le nom d'« Anonyme pour les droits des animaux » depuis sa fondation en 1994 jusqu'en 2018.
- Vegan Friendly est une organisation à Tel-Aviv qui cherche à généraliser le véganisme[39], organise un «Congrès végétalien» annuel[40], et promeut la célébration végétalienne des fêtes juives[41].

### En Israël

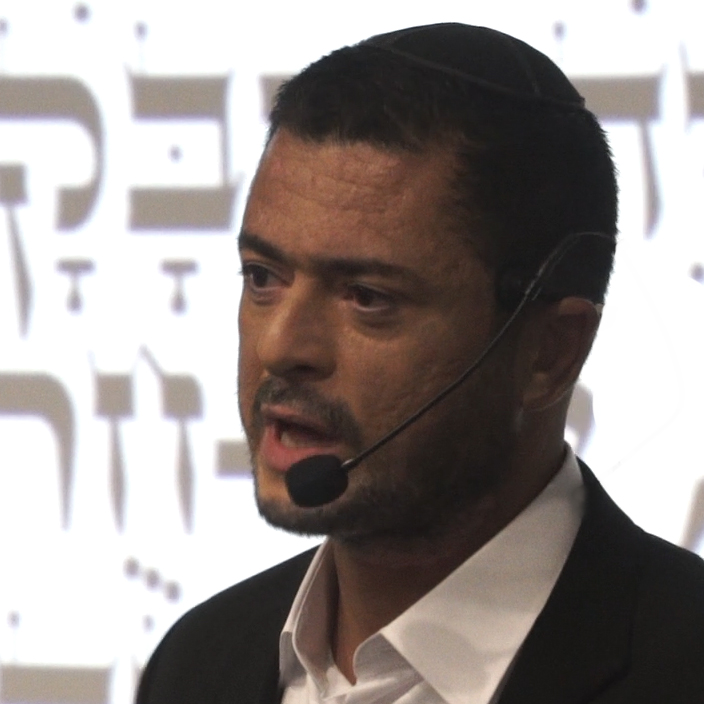
Asa Keisar

Le végétarisme et le véganisme juifs gagnent en popularité, notamment en Israël. En 2016, un éditorial fait valoir qu'Israël est « le pays le plus végétalien de la planète », cinq pour cent de sa population évitant tous les produits d'origine animale. Ce nombre double depuis 2010, lorsque seulement 2,6 % des Israéliens sont végétaliens ou végétariens. Le véganisme est particulièrement populaire dans la ville de Tel Aviv, parfois décrite comme «capitale vegan du monde».

L'intérêt pour le véganisme et le végétarisme s'accroit parmi les diverses populations juives d'Israël, des plus laïques aux plus orthodoxes. Chez les rabbins orthodoxes, l'incitation à réduire sa consommation de viande est plus commune que la promotion du végétarisme ou véganisme. Ainsi, en 2015, un consortium de cent vingt rabbins orthodoxes et dirigeants communautaires de Jérusalem, connu sous le nom de « Beit Hillel », publie un article appelant les juifs à la réduire afin de soulager la souffrance animale. Le rabbin israélien Asa Keisar est un rare exemple de rabbin orthodoxe ayant soutenu que la consommation de viande et de sous-produits animaux n'est plus autorisée selon des sources juives, en raison de la cruauté infligée aux animaux.

Manifestations publiques
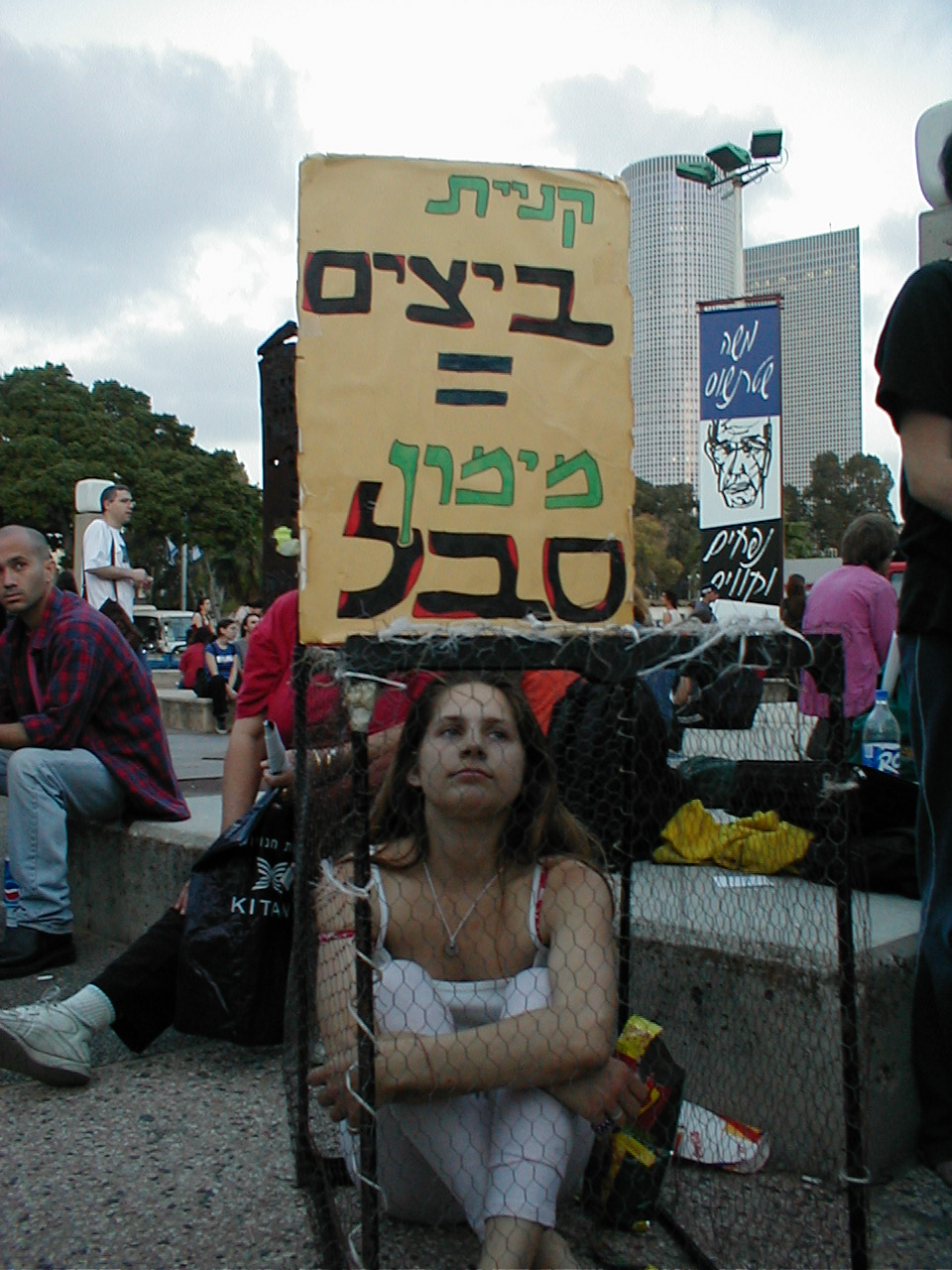
Manifestation contre l'élevage en cage/batterie (2001)
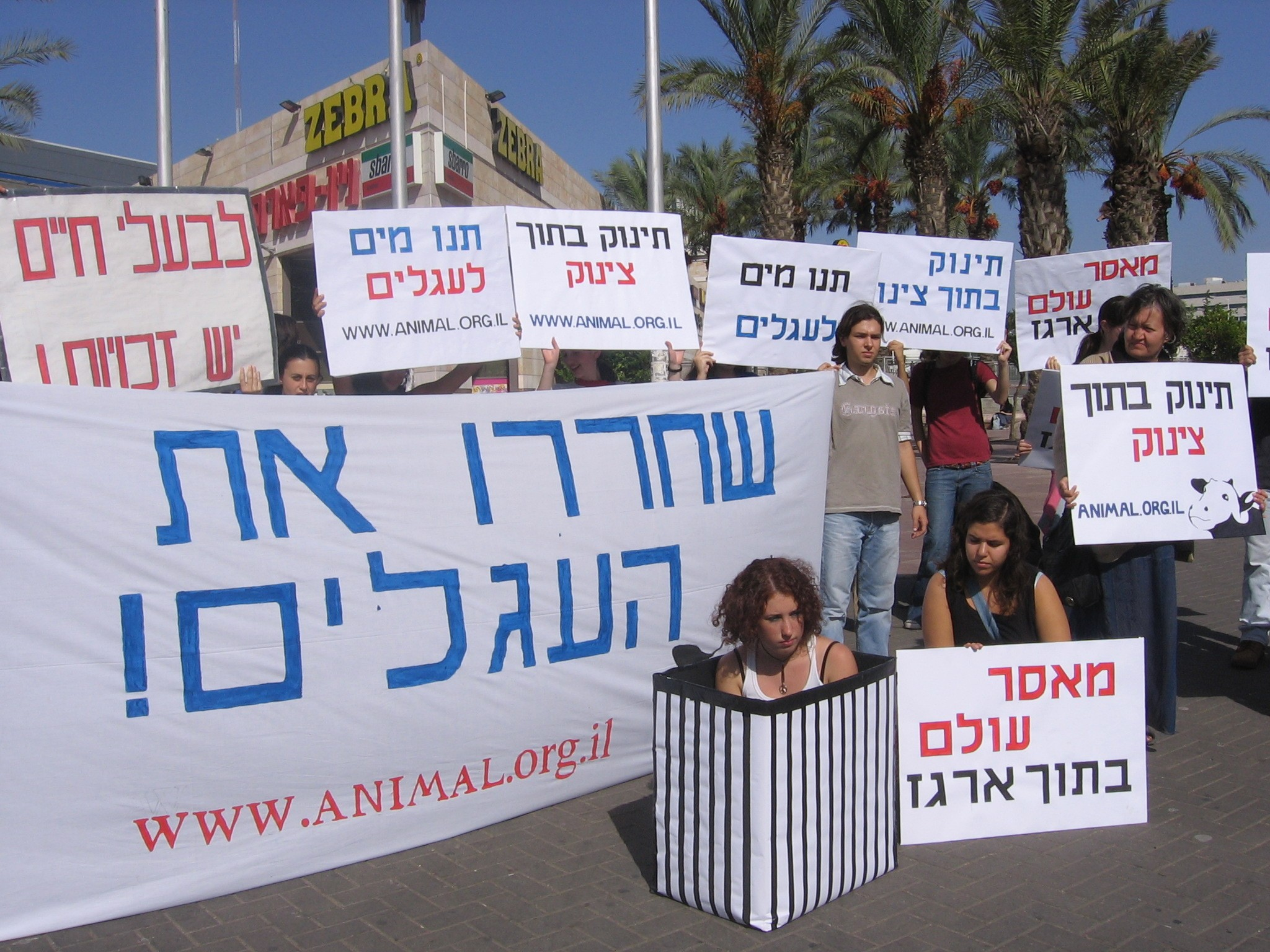
Journée du veau à Ashdod (2005)
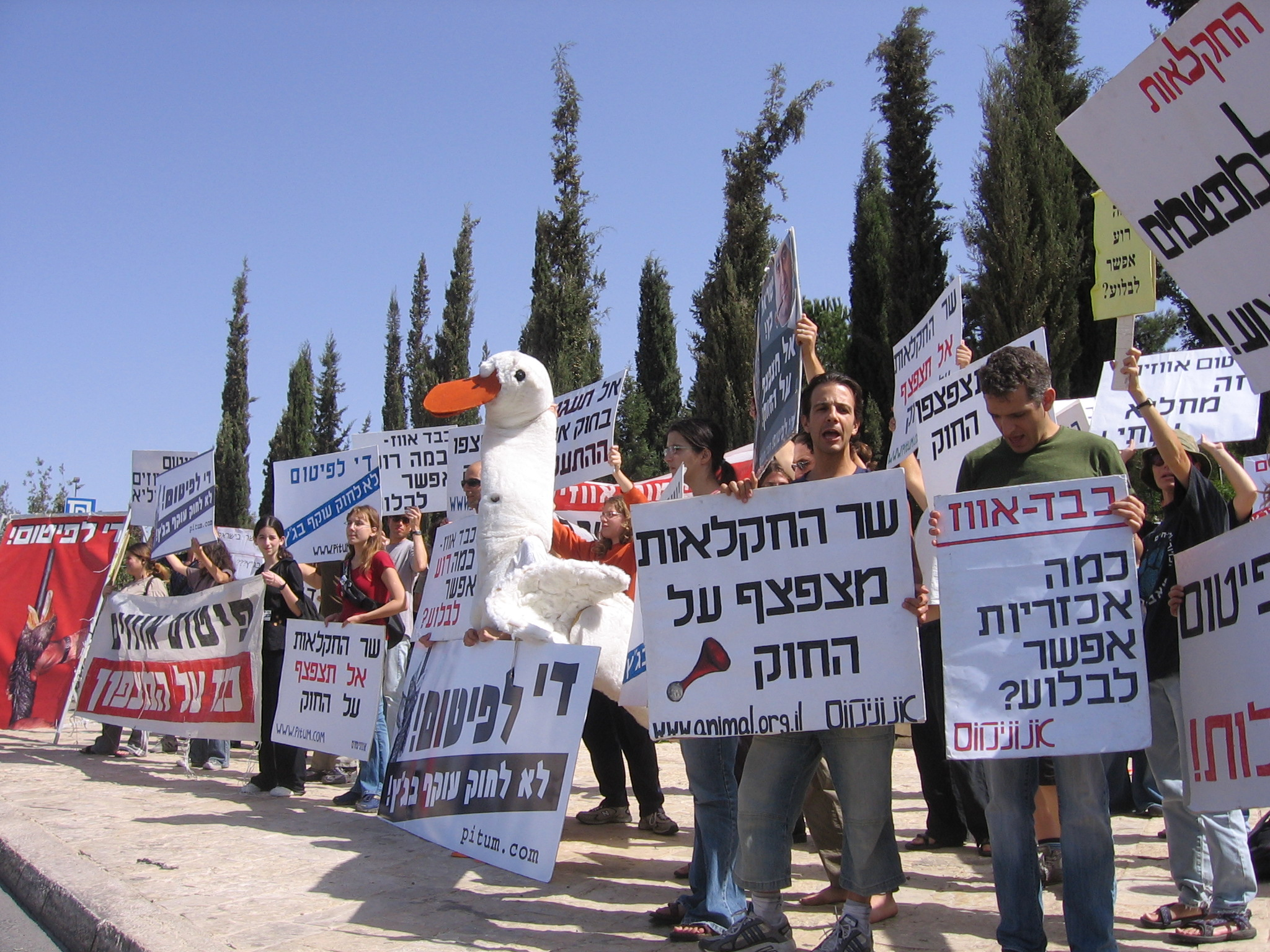
Manifestation pour la protection des oies (2005)
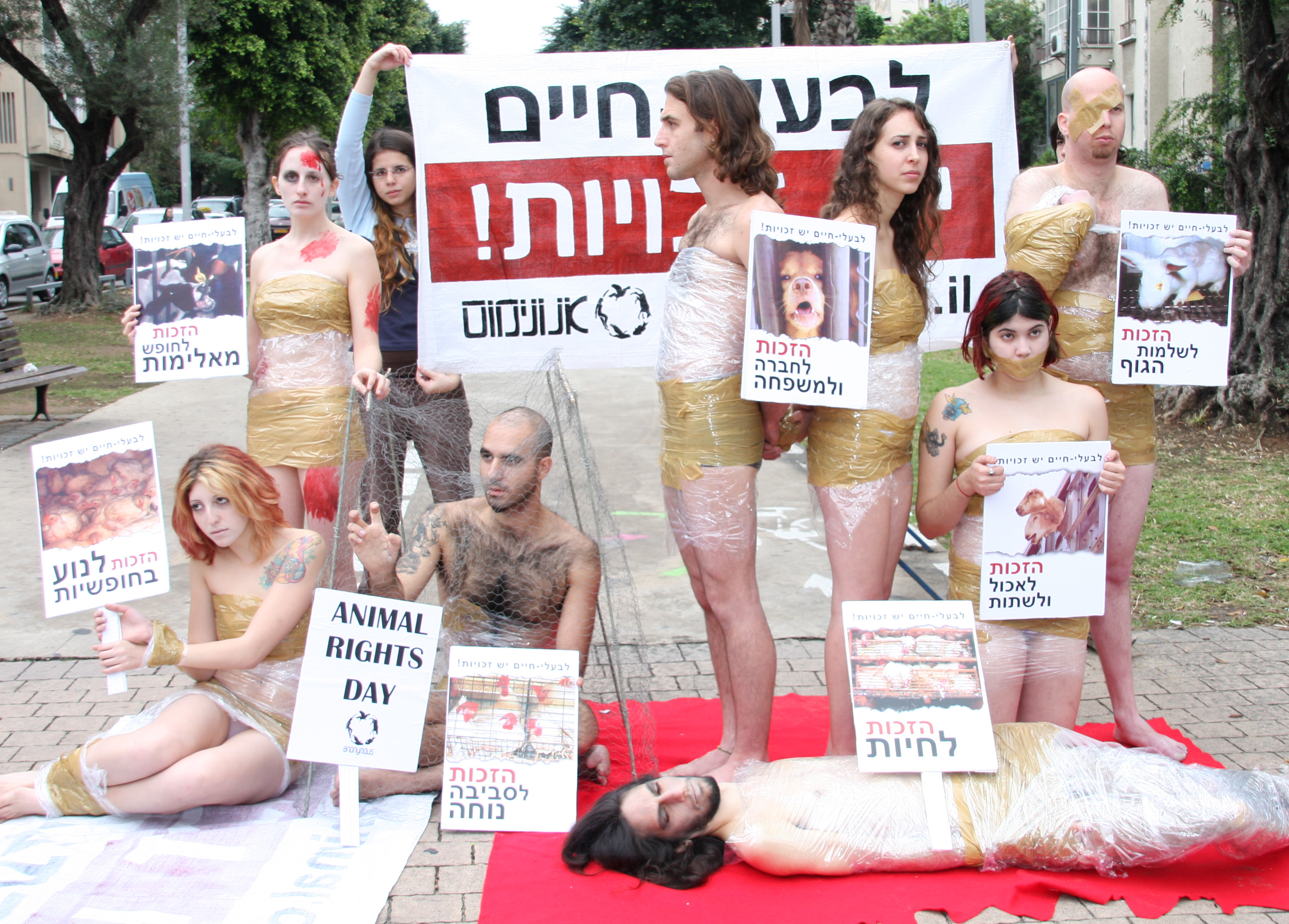
« Jour du sacrifice » (2009)
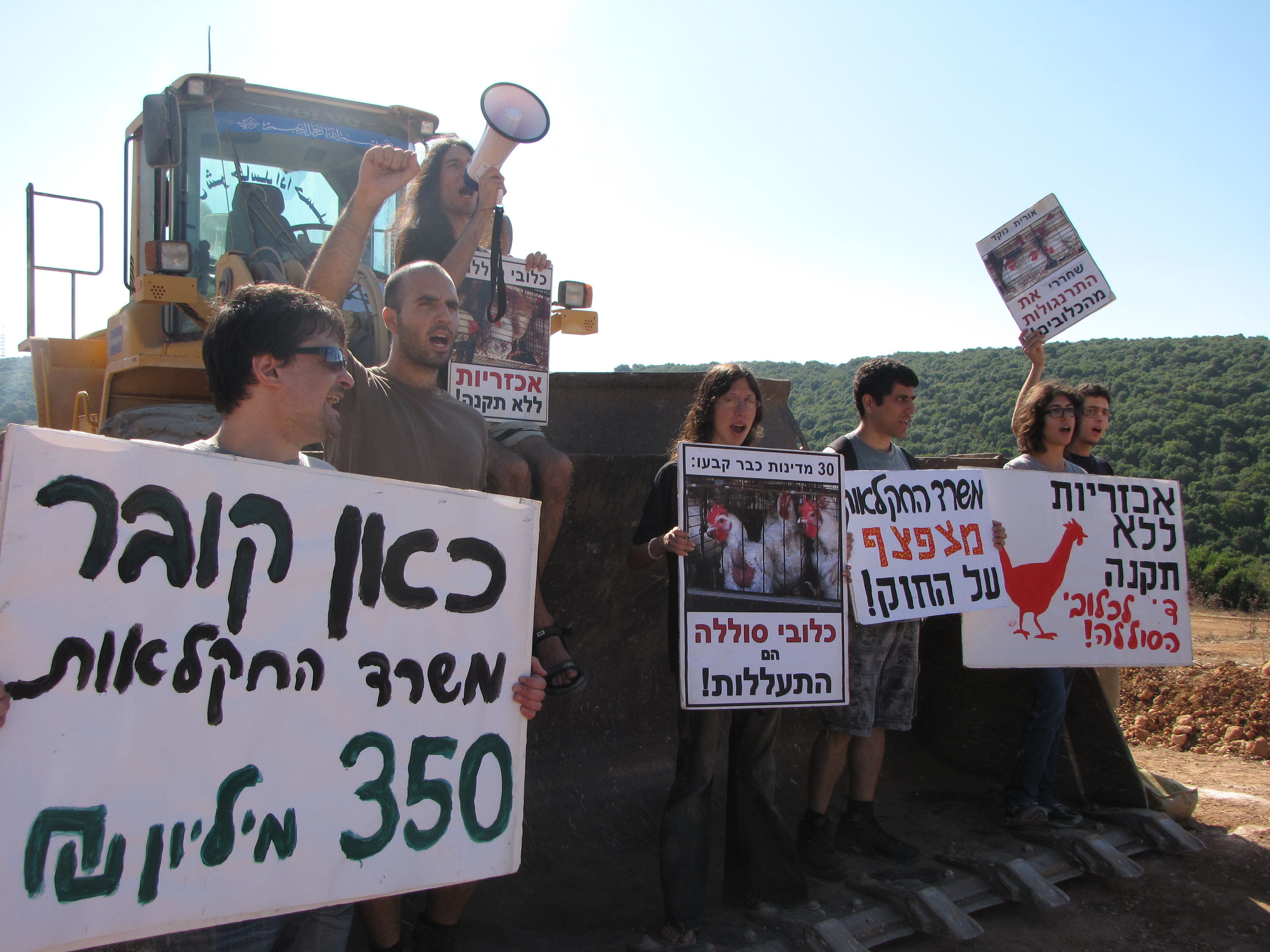
Manifestation à Natua (2011)
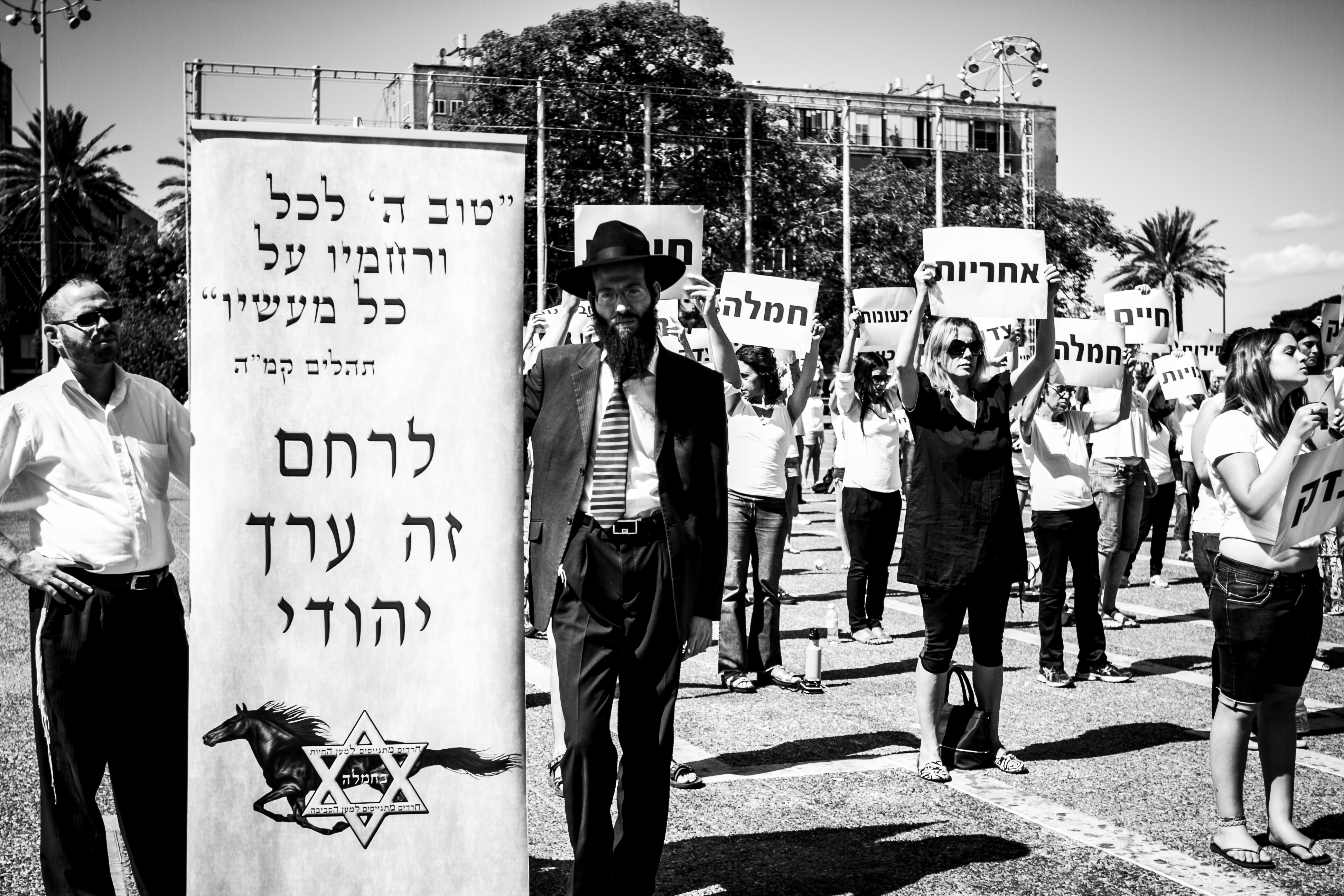
Manifestation avec les volontaires orthodoxes pour les animaux (2013)
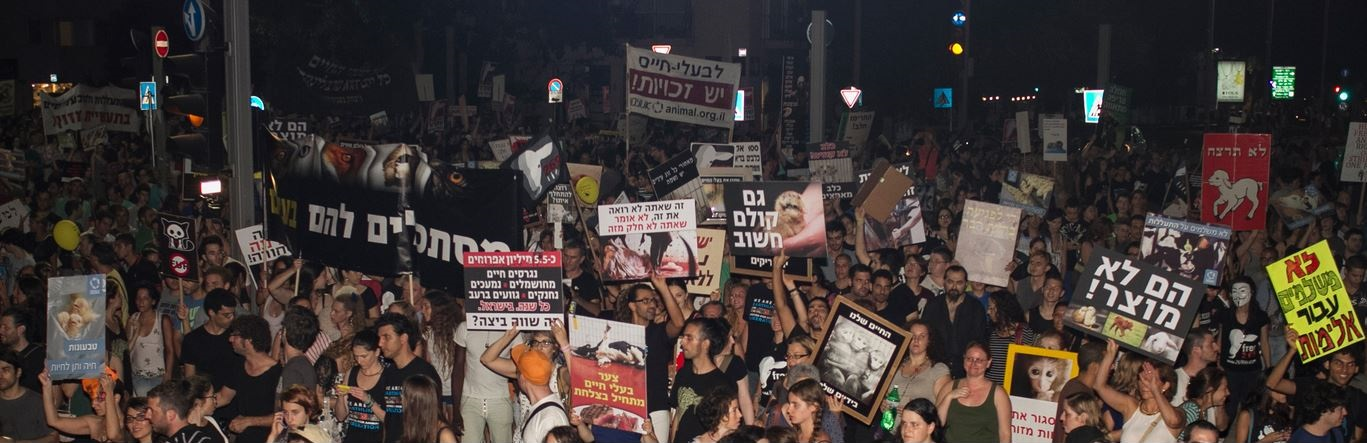
Manifestation à Tel Aviv (2013)
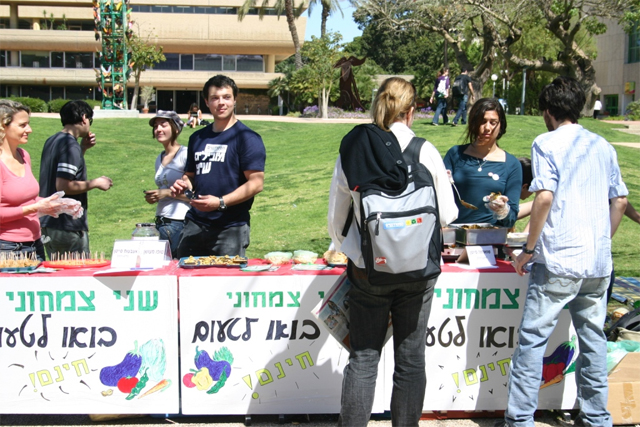
Projet végétarien sous les auspices du syndicat étudiant de l'Université de Tel Aviv (2013)
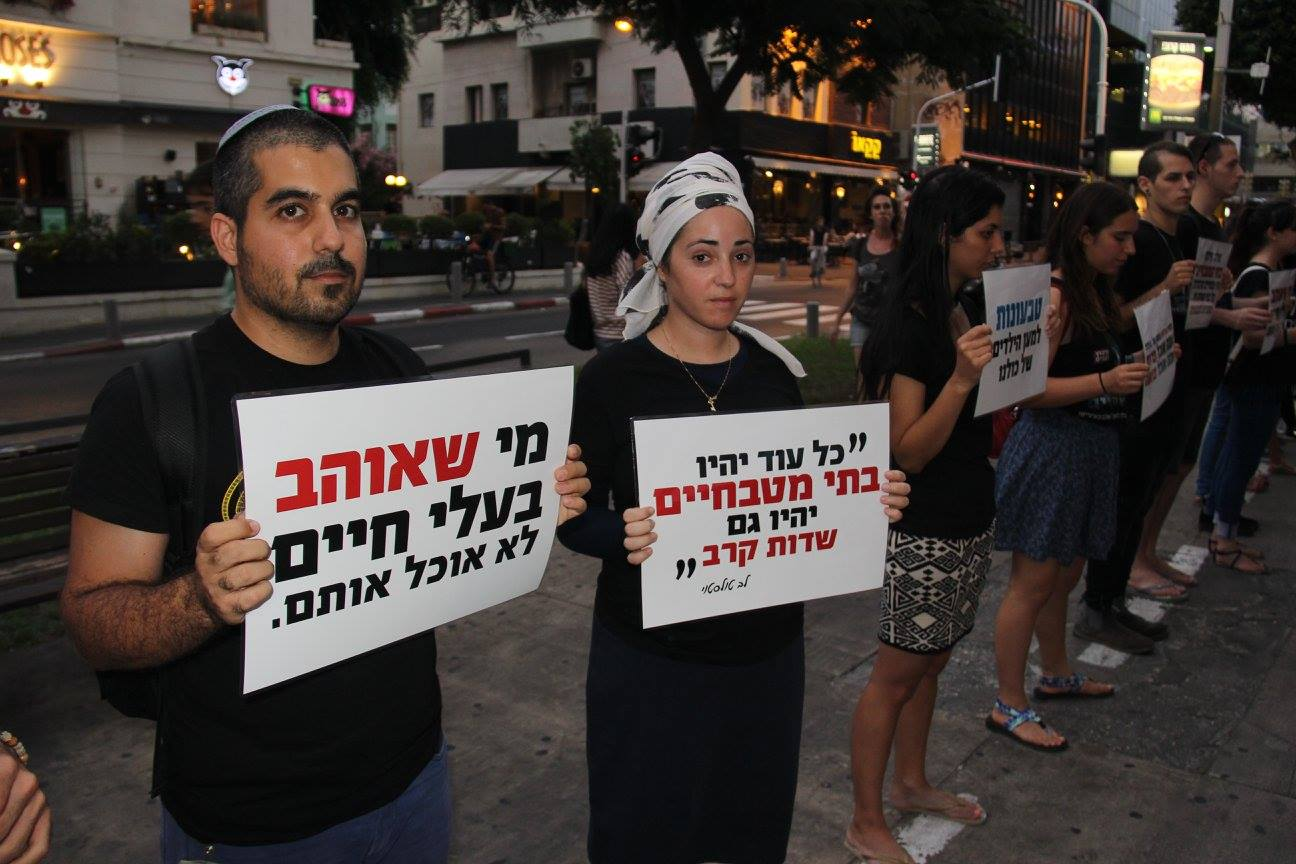
Manifestation silencieuse de Juifs religieux contre la consommation de produits animaux (2016)
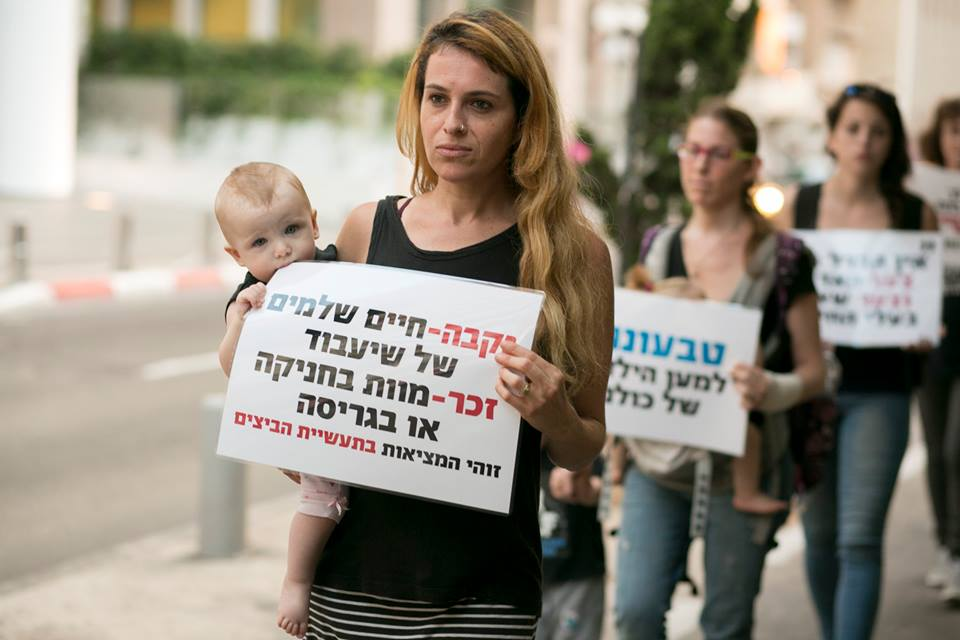
Manifestation du Animal Liberation Front Israel (2016)
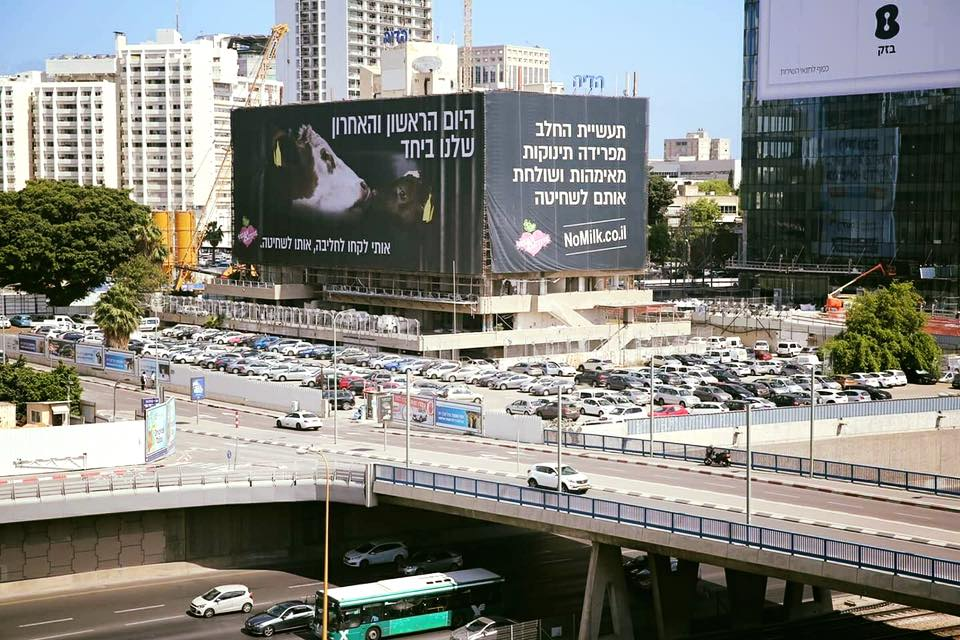
Campagne pour le véganisme à Tel Aviv (2017)

Véganisme en Israël
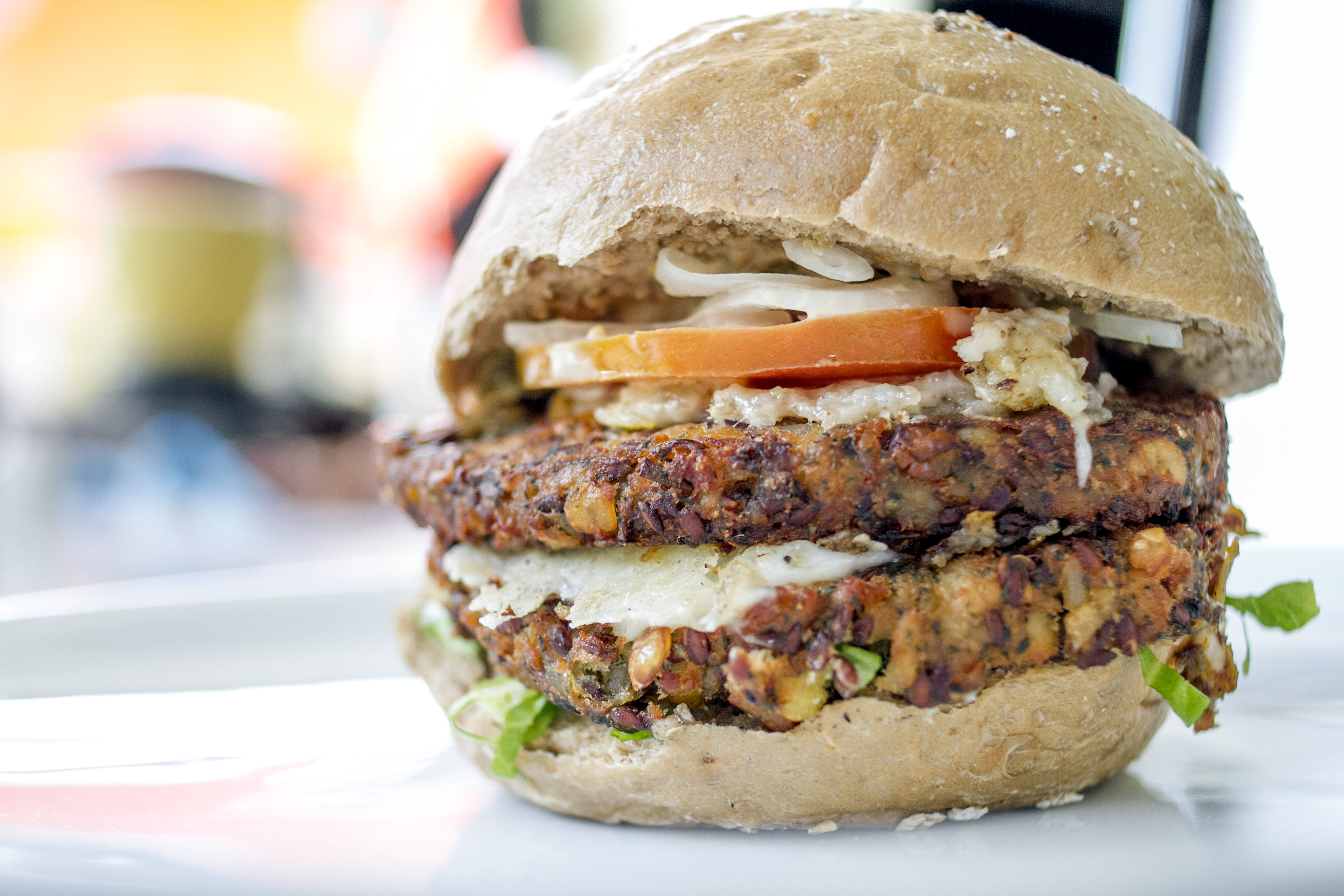
Burger
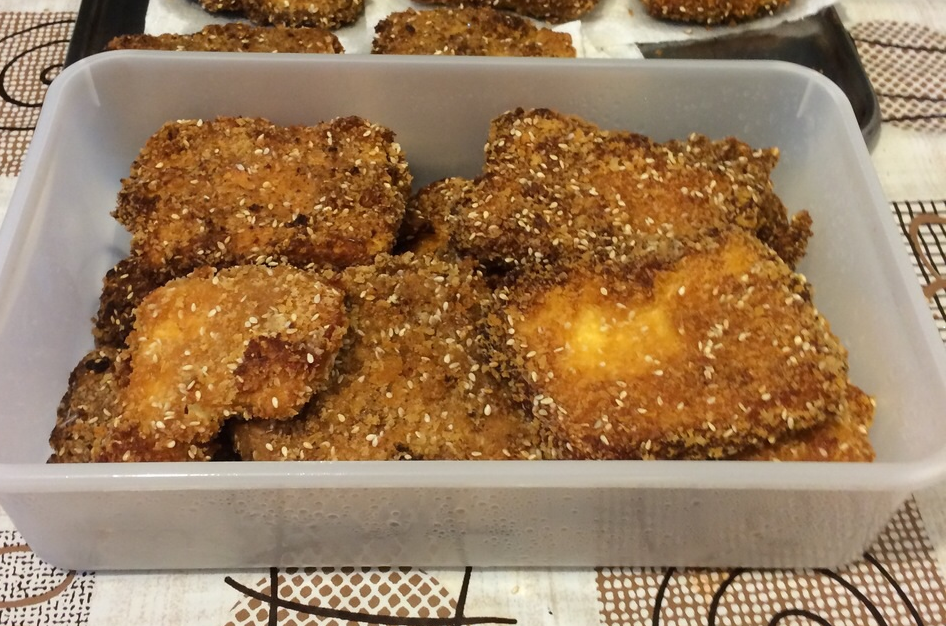
Schnitzel
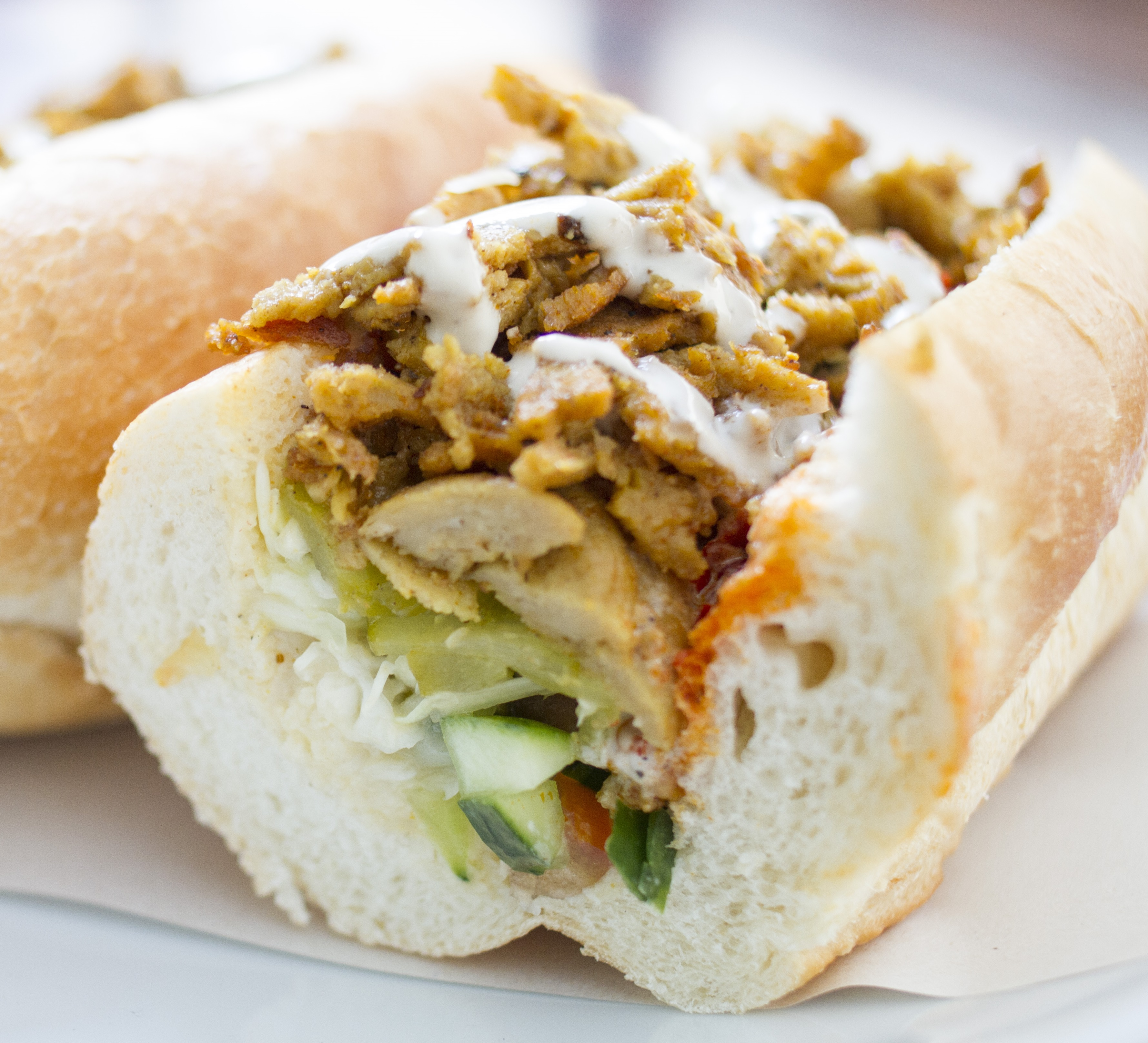
Shawarma
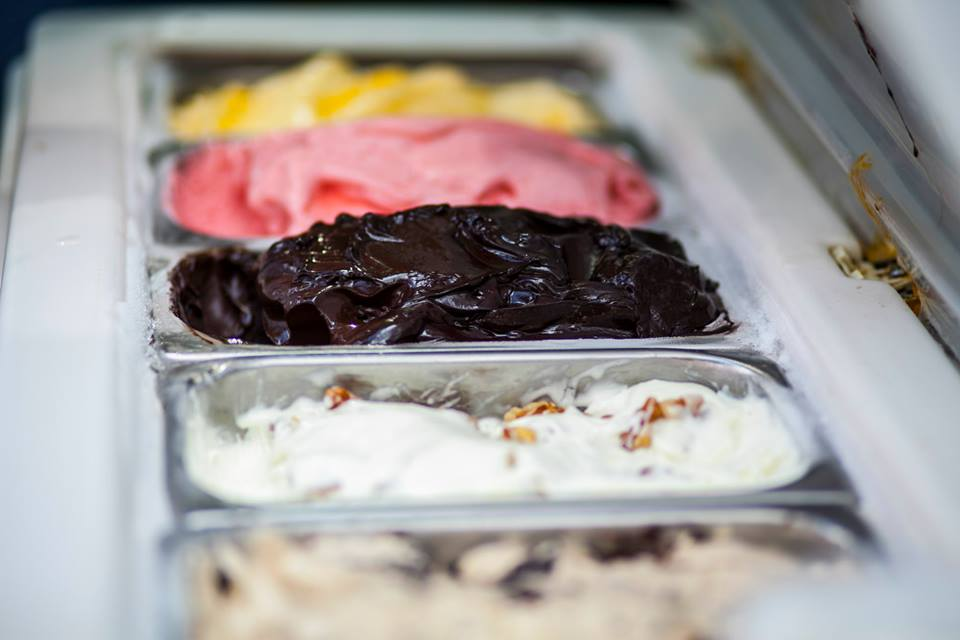
Glaces
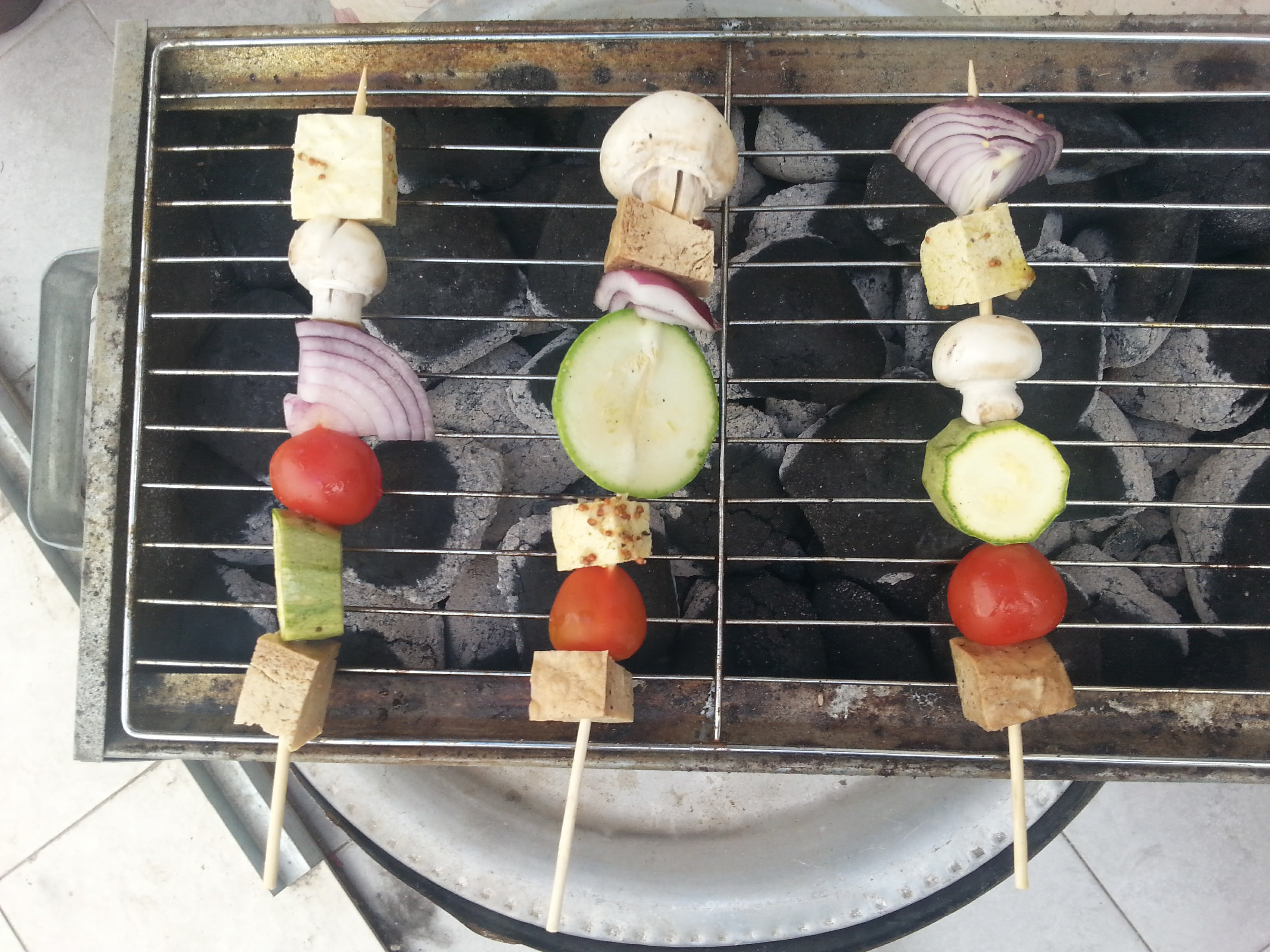
Barbecue
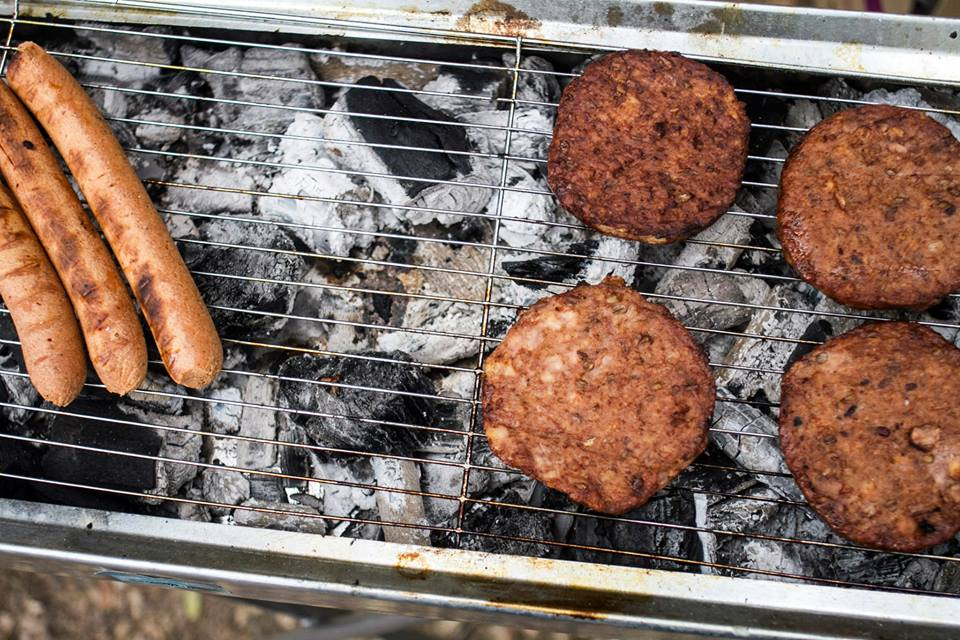
Barbecue
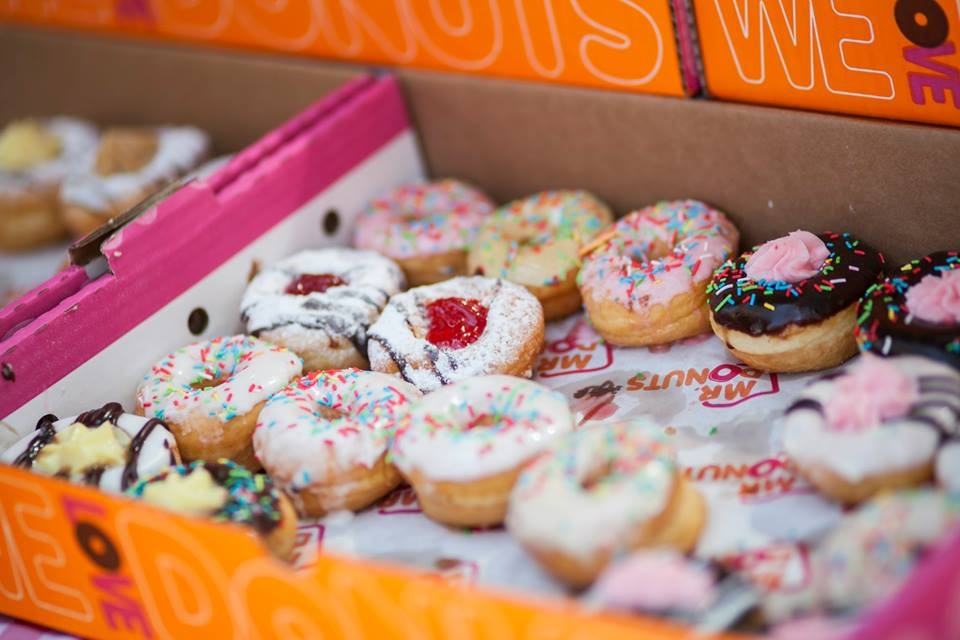
Pâtisseries
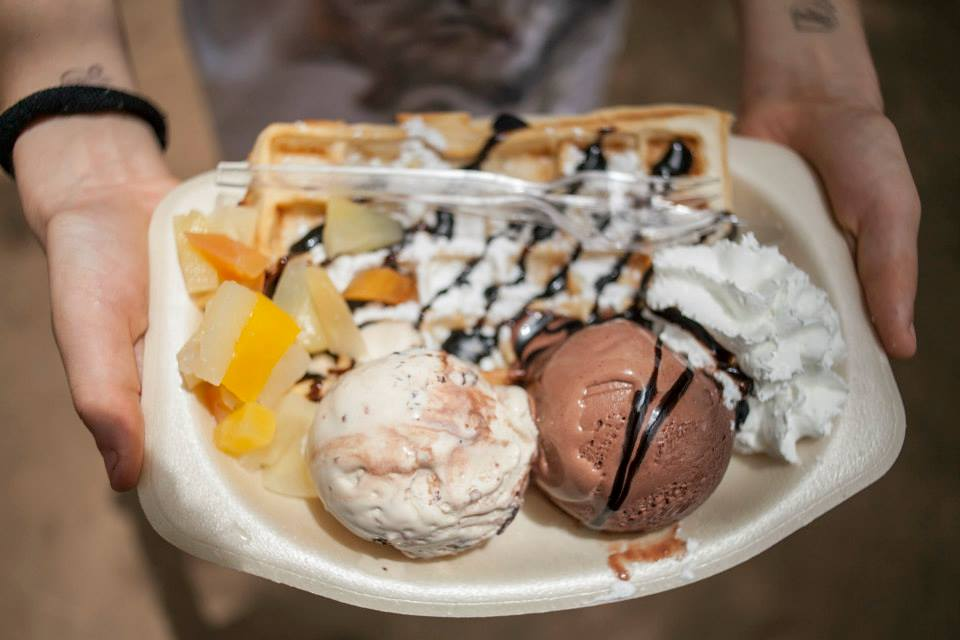
Desserts sucrés
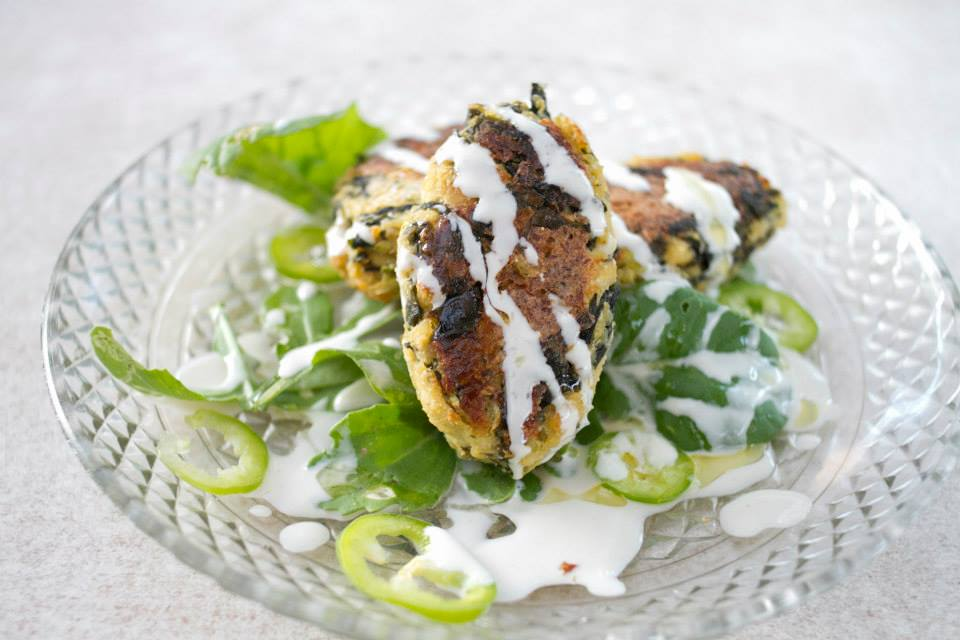
Gastronomie
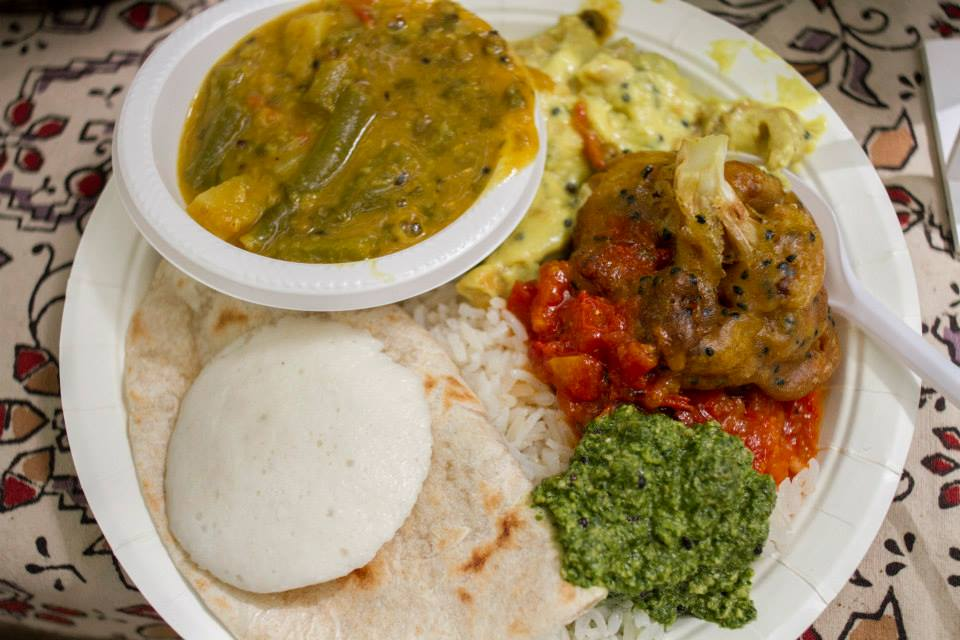
Assiette composée
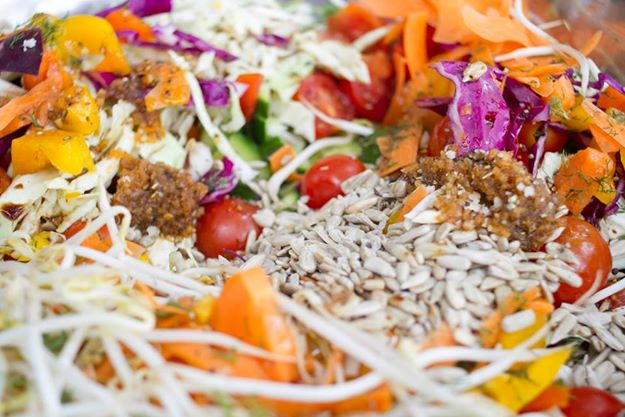
Plat composé
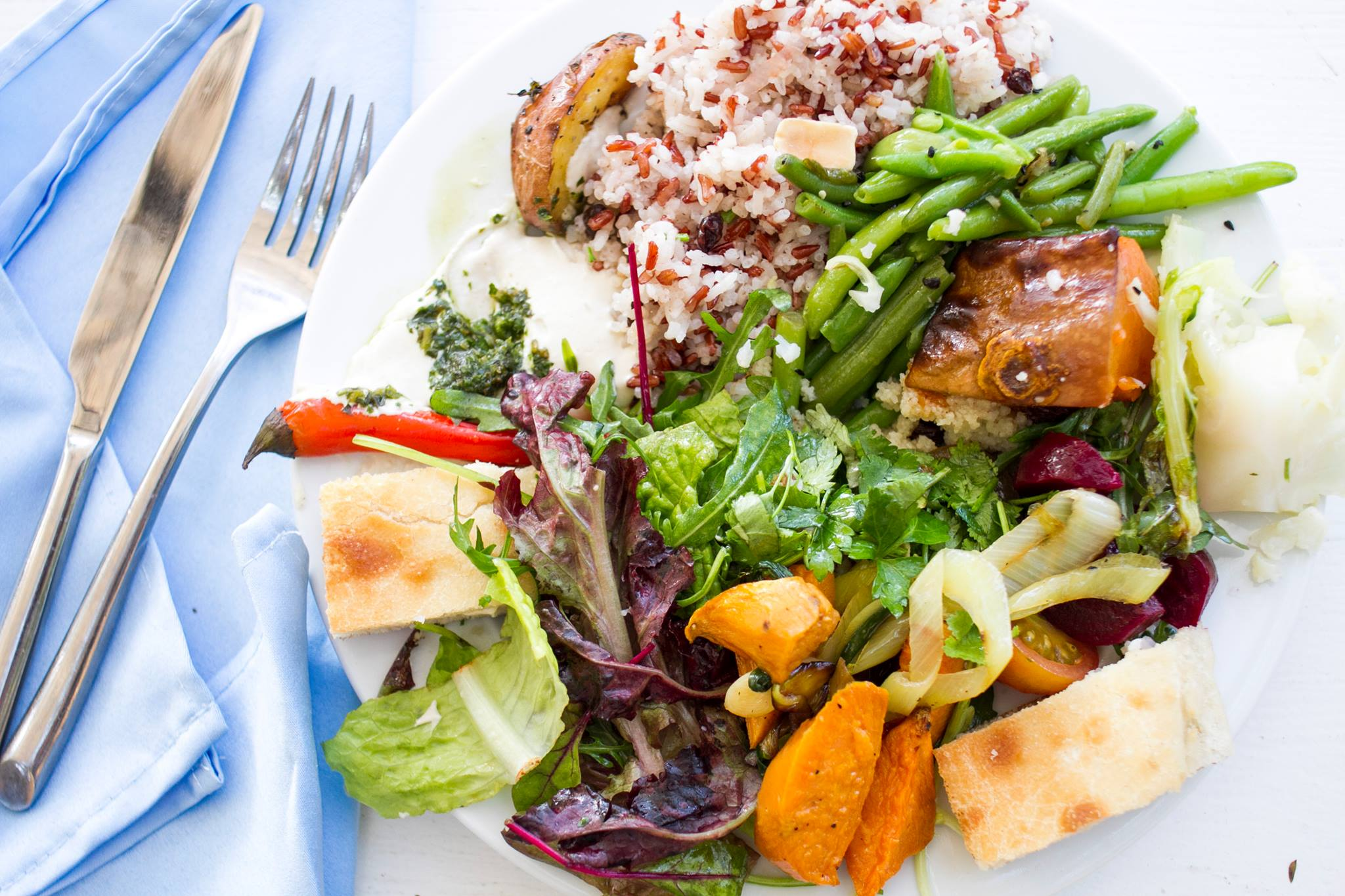
Variété dans une assiette

### Arguments éthiques

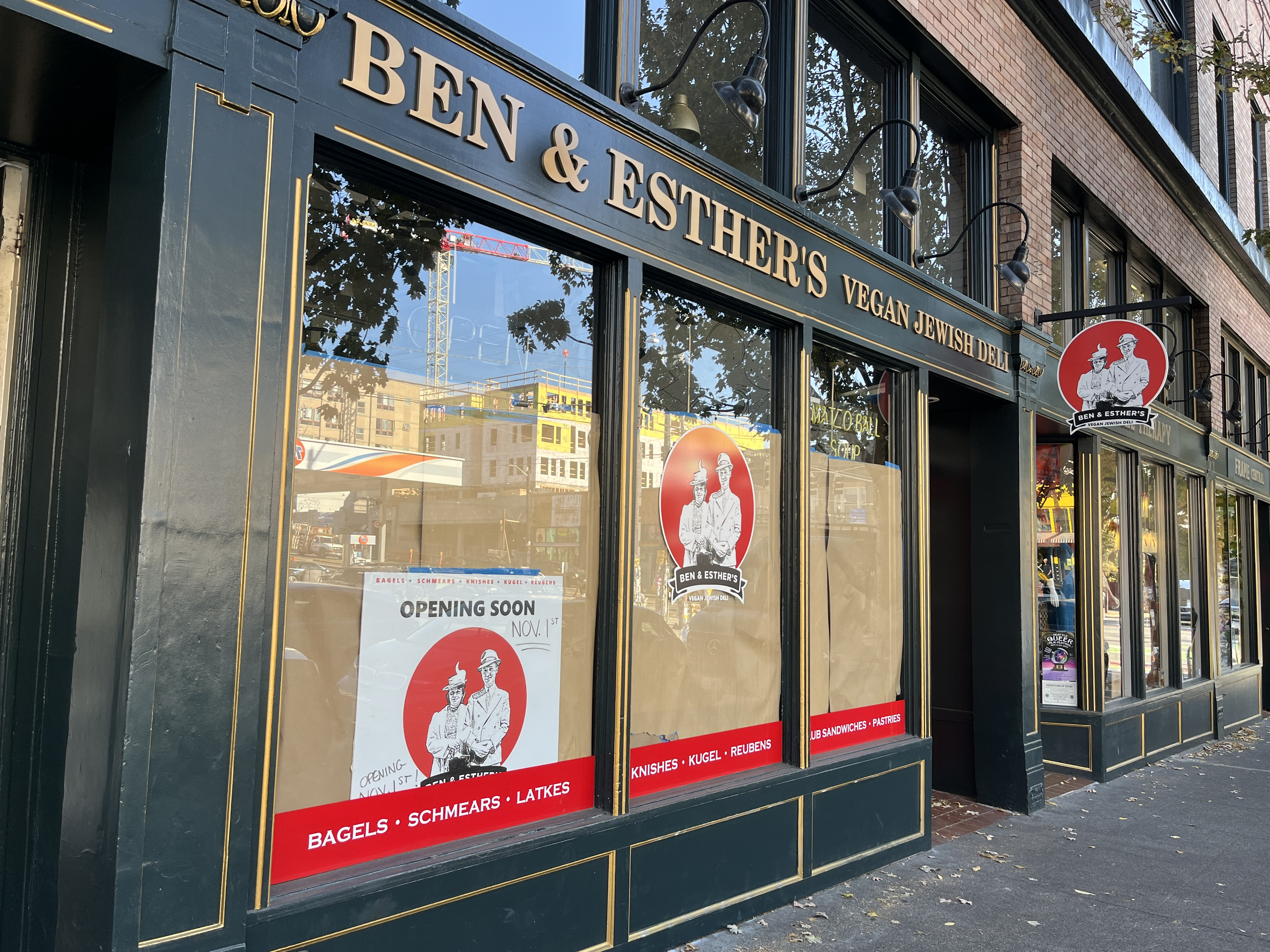
Magasin juif de delicatessen végan à Seattle (États-Unis)

Les végétariens juifs contemporains donnent plusieurs arguments religieux ou philosophiques. Selon certains, le végétarisme est conforme aux enseignements sacrés et aux idéaux les plus élevés du judaïsme, citant par exemple la compassion, la santé, la vie, la conservation des ressources, la tsédaka, la cacherout, la paix et la justice. Au contraire, production et consommation de masse de viande et d'autres produits animaux contredisent de nombreuses valeurs et enseignements juifs, nuisant gravement aux personnes, aux animaux, aux communautés et à l'environnement.
Une mitsva citée par les végétariens est le tza'ar ba'alei hayyim ; l'injonction de ne pas «faire souffrir les êtres vivants»,:210-211,. Les lois de la shechita visent à empêcher la souffrance des animaux. Cependant, l'élevage industriel et les abattoirs casher mécanisés à grande vitesse sont critiqués pour ne pas correspondre à l'essence de la shechita. Jonathan Safran Foer réalise le court métrage documentaire If This Is Kosher... (Si cela, c'est casher) qui enregistre ce qu'il considère comme des abus dans l'industrie de la viande casher.
Une autre mitsva souvent citée par les végétariens juifs est le bal tashchit, loi qui interdit les déchets. Selon eux, un régime omnivore représente un gaspillage, car il utilise cinq fois plus de céréales, dix fois plus d'eau, quinze fois plus de terre et vingt fois plus d'énergie qu'un régime végétalien.
Certains végétariens juifs insistent également sur le commandement de maintenir sa santé et de ne pas se faire du mal (venishmartem me'od lenafshoteichem). Ils se fondent sur des études démontrant le bénéfice d'un régime végétarien pour la santé. Les végétariens juifs plaident aussi pour le végétarisme environnemental, soulignant que le réchauffement climatique, la faim et l'épuisement des ressources naturelles peuvent être atténués par un passage global à un régime végétarien ou végétalien,.

## Critiques
D'autres Juifs critiquent le végétarisme, s'il est appliqué pour respecter le droit des animaux. Selon eux, la Torah compte plusieurs exemples de consommation carnée,, ainsi que plusieurs commandements qui appellent spécifiquement à manger de la viande, comme le sacrifice de Pessah et d'autres sacrifices animaux,.
Cependant, le végétarisme est autorisé pour des raisons pragmatiques (si la viande casher est chère ou peu accessible dans le lieu où l'on vit), des problèmes de santé ou de dégoût pour la viande. La halakha encourage la consommation de viande aux repas du Shabbat ; ainsi certains juifs orthodoxes, végétariens par ailleurs, mangent de la viande à ces occasions. L'idéal végétarien est parfois reconnu, mais appliqué différemment. Ainsi, en 2015, des membres de la synagogue du judaïsme libéral de Manchester fondent la Pescetarian Society, considérant le pescétarisme comme une forme de végétarisme et comme un régime juif.

### Objets sacrés
Les végétariens et les végétaliens qui ne mangent pas de produits d'origine animale s'opposent ainsi aux mitsvot qui nécessitent l'utilisation de produits d'origine animale : les rouleaux de la Torah , les tefillin et les mezuzot ou le rouleau d'Esther doivent être écrits sur un parchemin en peau d'animal. Il existe également la mitsva de souffler un shofar qui nécessite l'utilisation d'une corne d'animal. Un juif religieux avec une forte idéologie végétarienne préférerait acheter des ustensiles sacrés d'occasion ou ceux fabriqués à partir de la peau d'un animal mort de mort naturelle.
Au fil des ans, des coutumes de manger des aliments d'origine animale pendant les fêtes juives sont créées, notamment la consommation de produits laitiers à Chavouot, de miel à Roch Hachana , d'un poisson et d'un œuf dans un bol de Seder de Pessah .